# 5,56×45mm NATO

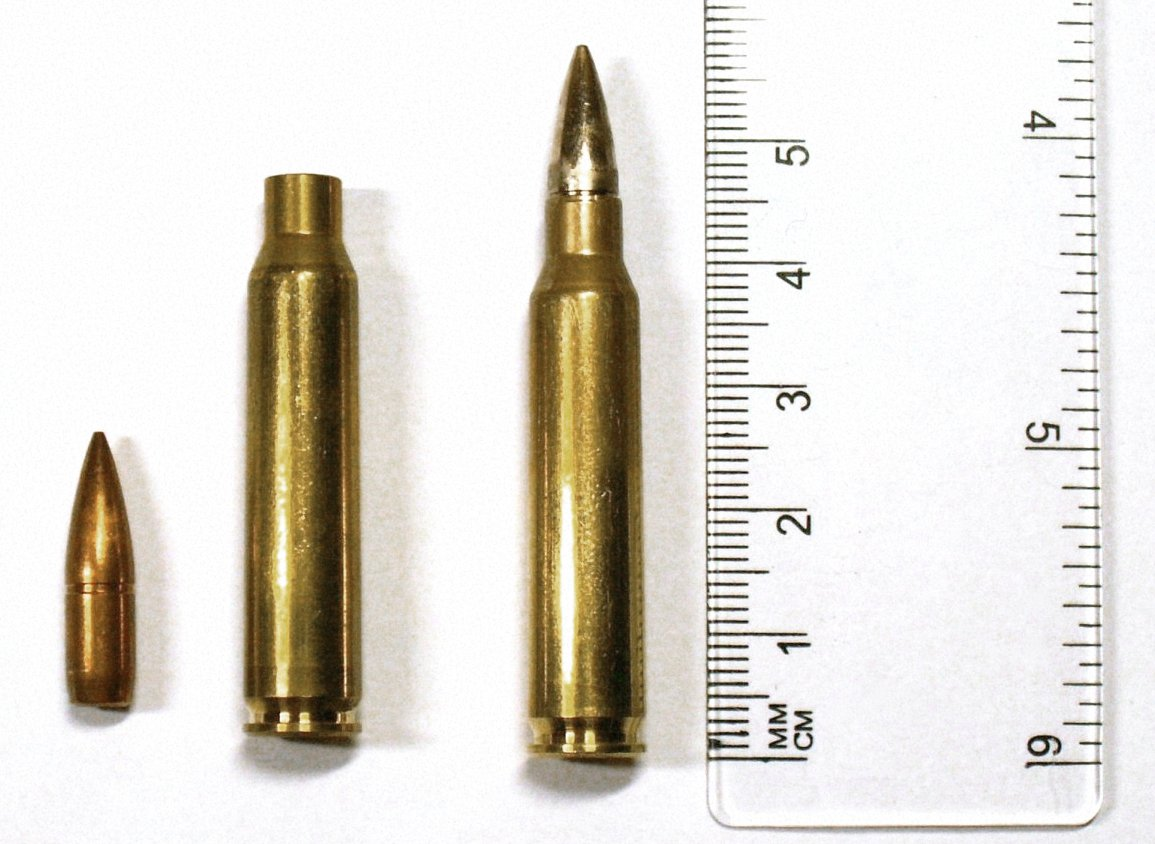
Cartuș NATO 5,56×45mm

5,56×45mm NATO este denumirea unui cartuș de pușcă de asalt proiectat în Belgia de către FN Herstal⁠(en)[traduceți]. Sub codul STANAG 4172 este cartușul standard al forțelor NATO dar și pentru multe alte țări care nu sunt membre NATO. La impactul cu mare viteză al glonțului, când intră în contact cu țesuturi, fragmentarea creează un transfer rapid de energie al cărui efect este rănirea gravă a victimei.

## Dimensiuni
Tubul cartușului 5,56×45 mm NATO are volumul de 1,85 ml. 

## Utilizare
Pe lângă țările membre NATO, Israel, Rusia, China, Taiwan și India fabrică arme care folosesc acest tip de cartuș. Câteva dintre armele care folosesc cartușul 5,56×45mm NATO:
- Steyr AUG
- FA-MAS
- Heckler & Koch G36
- M16
- IMI Galil
- AK–108
- QBZ–97
- NAT 1